# Хёх, Ханна
Ханна Хёх (настоящее имя Анна Тереза Иоганна Хёх, нем. Hannah Höch; 1 ноября 1889 — 31 мая 1978) — немецкая художница — дадаист, мастер коллажа.

## Жизнь и творчество
Иоганна Хёх родилась в семье страхового агента, мать её была художником-любителем. Уже в 15-летнем возрасте девушка была вынуждена оставить школу, чтобы заботиться о младших братьях и сёстрах. В 1912 году она поступила в берлинскую Школу прикладного искусства. В 1914 году Хёх посетила в Кёльне большую выставку немецкого современного искусства, затем училась в школе при Музее прикладного искусства в Берлине, в классе у Эмиля Орлика. В это время она познакомилась с Раулем Хаусманом и вступила с ним в близкие отношения. Также с Хаусманом Хёх стала развивать художественное направление фотомонтажа. В 1916—1926 годах художница работала для издательства Ullstein Verlag, преимущественно в его журнальном отделении. Благодаря Хаусману, Х. Хёх в 1917 году познакомилась с дадаистскими художниками Берлина. В 1920 она принимает участие в Первой международной дада-выставке. Начиная с 1920 года Хёх стала постоянной участницей ежегодных выставок художественной группы Ноябрь. В том же 1920 году Хёх и Хаусман поехали в Прагу для установления отношений с чехословацкими дадаистами.
В 1921 году Хёх и Хаусман расстались. В 1924 году она совершила поездку в Париж. На обратной дороге на родину художница посетила Пита Мондриана и членов голландской художественной группы De Stijl. В 1924 же году Хёх участвовала в художественной выставке в СССР, в 1925 — в выставке, организованной Немецким обществом искусств (Deutsche Kunstgemeinschaft) в Берлине. В 1926 году Хёх познакомилась с писательницей Тил Бругман, с которой она в 1929 году жила и работала в Гааге, и затем, до 1936 года, в Берлине. В 1932 году она выставляла свои коллажи в США.
В 1933—1945 году Ханне Хёх было запрещено заниматься художественной деятельностью. Работы её были объявлены относящимися к дегенеративному искусству, их было запрещено выставлять. К 1937 Хёх рассталась с Бругман, в 1938 году она вышла замуж за пианиста Курта Маттиса, с которым жила до 1944 года. В 1965 Х. Хёх приняли в Берлинскую академию художеств.
Художественное наследие Х. Хёх весьма разнообразно и принадлежит также к различным направлениям в искусстве. В 1996 году земля Берлин учредила дотируемую ныне суммой в 15 000 евро Премию Ханны Хёх за выдающиеся достижения в искусстве.

## Литература

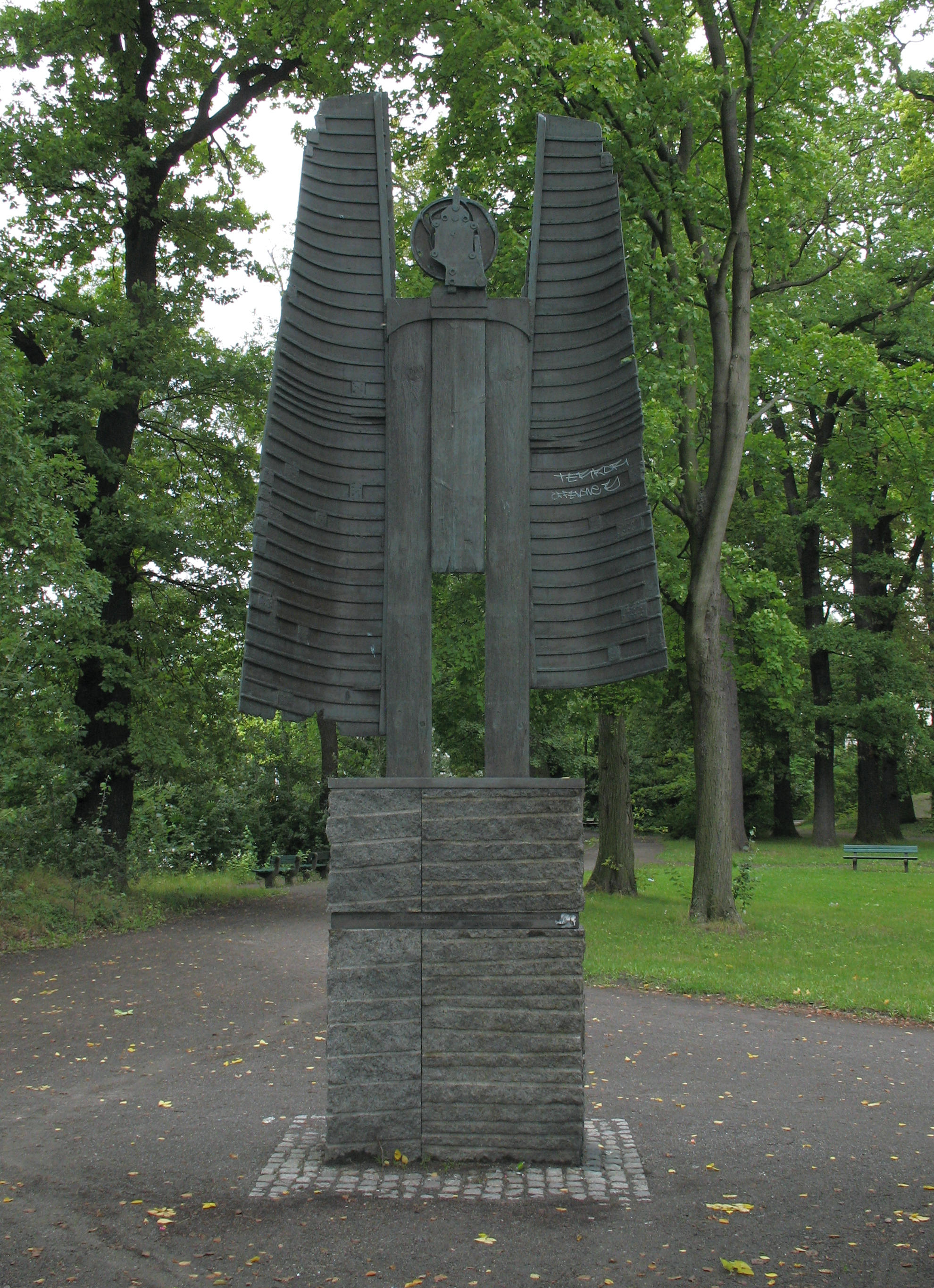
Ханна Хёх. Архаичный архангел, Берлин

## Работы
- Cut with the Dada Kitchen Knife through the Last Weimar Beer-Belly Cultural Epoch in Germany (1919)
- Dada-Review[англ.], 1919
- The Puppet Balsamine, 1927